# Gabinet Iluzji w Łodzi
Gabinet Iluzji – pierwsze kino w Polsce założone w 1899 roku przez  braci Władysława i Antoniego Krzemińskich w Łodzi. Ze względu na ograniczony ówczesny repertuar kino było przenoszone m.in. do Radomia i Częstochowy.
Jakkolwiek Gabinet Iluzji nie zachował się do czasów współczesnych, od 2013 roku istnieje w tym samym miejscu hotel Stare Kino Cinema Residence, przybliżające dzieje filmów powiązanych z Łodzią.